# Metalaimus pumilus
Metalaimus pumilus är en rundmaskart som beskrevs av Platonova 1971. Metalaimus pumilus ingår i släktet Metalaimus och familjen Linhomoeidae. Inga underarter finns listade i Catalogue of Life.